# Magnesioferrifluorohornblenda
La magnesioferrifluorohornblenda és un mineral de la classe dels silicats que pertany al grup del nom arrel hornblenda.

## Característiques
La magnesioferrifluorohornblenda és un inosilicat de fórmula química ◻{Ca₂}{Mg₄Fe3+}(AlSi₇O22)F₂. Va ser aprovada com a espècie vàlida per l'Associació Mineralògica Internacional l'any 2014. Cristal·litza en el sistema monoclínic.
L'exemplar que va servir per a determinar l'espècie, el que es coneix com a material tipus, es troba conservat al Museu de Mineralogia del Departament de Ciències de la Terra de la Universitat de Pàdua, a Itàlia, amb el número de catàleg: 2014-01.

## Formació i jaciments
Va ser descoberta a la carretera SP 108, al seu pas per la localitat de Portoscuso, a la província de Sardenya del Sud (Sardenya, Itàlia). També ha estat descrita al districte de Spittal an der Drau, a Caríntia (Àustria). Aquests dos indrets són els únics de tot el planeta on ha estat descrita aquesta espècie mineral.